# Saint Gond
Pour les articles homonymes, voir Gond et Godon (homonymie).
Saint Gond dit également saint Godon ou saint Gaon (en latin Godo ou Gao) est un moine français du VIIe siècle.

## Biographie
Né probablement dans les environs de Verdun en 630 comme l'indique Aubry de Trois-Fontaines, Gond est le neveu de saint Wandrille. Retiré à l'abbaye de Romainmôtier avec son oncle, les deux hommes suivent la règle de saint Colomban. Par la suite, Gond suit son oncle en Normandie où ils fondent l'abbaye de Fontenelle en 649. Gond y est reçu moine et est envoyé auprès du pape Vitalien pour obtenir les reliques nécessaires à la consécration de l'abbaye. Voulant vivre en ermite, Gond quitte son oncle et s'établit au nord de Sézanne dans une région marécageuse appelée Augia, puis plus tard Oyes. Il y construit une chapelle placée sous le vocable de saint Pierre vers 660. Des disciples viennent à sa rencontre et une communauté se développe. En 676 est fondée l'abbaye Saint-Pierre-d'Oyes.
On donne traditionnellement le 26 mai 690 comme étant la date de sa mort. Ses reliques sont enterrées dans son monastère. Exhumées en 959 par Ève, la mère du futur Odelric de Reims, puis enchâssées dans un reliquaire exposé dans l'église de l'abbaye Saint-Pierre-d'Oyes, les reliques de saint Gond sont par la suite placées dans l'église Saint-Genest de Oyes où elles sont encore exposées aujourd'hui. Saint Gond est invoqué contre la peste et le pêché.